# جيمس لي (مخرج)
جيمس لي (بالملايوية: James Lee)‏ هو مخرج ماليزي، ولد في 13 ديسمبر 1973 في ماليزيا.

## وصلات خارجية
- جيمس لي على موقع IMDb (الإنجليزية)
- جيمس لي على موقع أول موفي (الإنجليزية)
- جيمس لي على موقع قاعدة بيانات الفيلم (الإنجليزية)
- جيمس لي على موقع كينوبويسك (الروسية)